# Gladstone Anderson
Gladstone „Gladdy“ Anderson (* 18. Juni 1934 in Kingston; † 3. Dezember 2015) war ein jamaikanischer Sänger, Komponist, Pianist, Studiomusiker und Bandleader. Als begehrter Sessionmusiker war er Mitglied mehrerer jamaikanischer Studiobands, darunter Lynn Taitt & The Jets (Federal Records), die Harry J Allstars (Harry J Records), die ersten Upsetters von Lee Perry (Upsetter Records), die Dynamites von Clancy Eccles, die Crystalites von Derrick Harriott (Crystal Records) und Rupie’s All Stars von Rupie Edwards (Success, Opportunity, Cactus Records) und The Revolutionaries (Channel One). 
Darüber hinaus besaß Gladstone Anderson mit den Gladdy’s All Stars seine eigene Band. Zusammen mit dem Gitarristen Lynn Taitt und dem Sänger Hopeton Lewis begründete er 1966 die jamaikanische Musikrichtung Rocksteady.

## Werdegang
Anderson wurde 1934 in Jones Town, einem Stadtteil von Kingston, geboren, ist aber in Trenchtown aufgewachsen. Sein Onkel Aubrey Adams, ein anerkannter Pianist, gab ihm Unterricht am Klavier und machte ihn später mit den Musikproduzenten Duke Reid und Coxsone Dodd bekannt. Anderson übernahm die Stelle eines Sessionmusikers von seinem Onkel und arbeitete anschließend mit Don Drummond und den Skatalites zusammen.
Im Jahr 1966 wurde er Mitglied der Studioband Lynn Taitt & The Jets. In seiner Rolle als Pianist und Arrangeur war er an den Aufnahmen von Take It Easy von Hopeton Lewis und Hold Them von Roy Shirley und somit an der Transformation des Ska zum Rocksteady beteiligt. Durch seinen Ausruf „This one a rock steady!“ gab Anderson der neuen Musikrichtung auch den Namen. Mit Stranger Cole nahm er als Stranger & Gladdy zwischen 1967 und 1968 mehrere Songs auf, darunter die mit Lee Perry für Joe Gibbs produzierte Single Seeing Is Knowing / Kimble.
Als Studiomusiker spielte Anderson auf Israelites von Desmond Dekker, auf Liquidator von den Harry J Allstars, auf Return of Django von den Upsetters, Time Is the Master von John Holt und auf Wonderful World, Beautiful People von Jimmy Cliff. Durch eine Großbritannien-Tour mit Cliff lernte er den Jazz-Flötisten Herbie Mann kennen. Aus ihrer Zusammenarbeit gingen die Alben Reggae, Surprise und Reggae II hervor. Nach der Eröffnung der Channel One Studios arbeitete Anderson oft mit deren Hausband The Revolutionaries zusammen, zu deren Musikern unter anderen Tommy McCook, Sly Dunbar und Robbie Shakespeare gehörten.
Im Jahr 1982 veröffentlichte Anderson sein Soloalbum Sings Songs for Today and Tomorrow. Zeitgleich war Anderson Keyboarder der Roots Radics.

## Diskografie (Auswahl)

### Singles
- 1967: Just Like a River / El Casino Royale von Stranger & Gladdy
- 1967: Seeing Is Knowing / Kimble von Stranger & Gladdy feat. Lee Perry

### Alben
- 1968: Glad Sounds von Gladstone Anderson & Lynn Taitt & The Jets (Merritone / Big Shot)
- 1972: It May Sound Silly von Gladstone Anderson & Mudies All Stars (Moodisc / Generation Records)
- 1977: Glady Unlimited von Gladstone Anderson & Mudies All Stars (Moodisc Records International)
- 1982: Gladstone Anderson Sings Songs for Today and Tomorrow (Jahmani)
- 1982: Radical Dub Session von Roots Radics feat. Gladstone Anderson (Solid Groove)

### Mit Herbie Mann
Anderson war 1973 Pianist und Arrangeur für Herbie Manns Aufnahmen, die zu den Alben Reggae, Surprises und Reggae II führten.
- 1973: Reggae (Atlantic Records, 1974)
- 1973: Surprises (Atlantic, 1976)
- 1973: Reggae II (Atlantic, 1976)